# Будівля центрального поштамту (Сантьяго)
Будівля центрального поштамту (ісп. Correo Central de Santiago) — історична будівля, яка знаходиться в столиці Чилі Сантьяго. Розташовується на північ від площі Пласа-де-Армас, на розі Кальє Катедраль і Кальє Пуенте.
Побудовано у стилі неокласицизму.

## Історія
Будівля знаходиться на ділянці землі, що спочатку належала губернатору Чилі Педро де Вальдівії. До 1846 на цьому місці розташовувався президентський палац.
Будівництво будівлі головного поштамту почалося в 1881 після того, як палац постраждав від пожежі. Поштамт побудований за проєктом архітектора Рікардо Брауна. Будівля набула свого сучасного вигляду в 1908, коли Рамон Фехерман трохи перетворив його фасад.
У 1976 будинок отримав статус Національної пам'ятки Чилі.